# Ursin von Baer

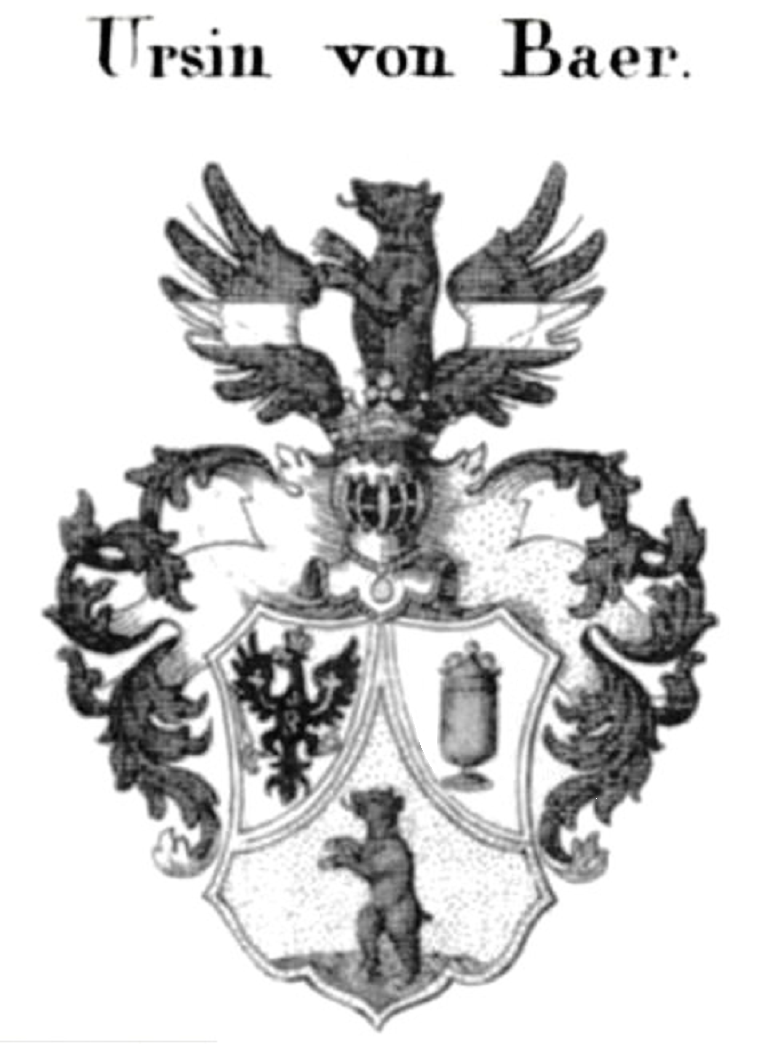
Wappen der
Ursin von Baer

Ursin von Baer ist der Name eines erloschenen preußischen Adelsgeschlechts.

## Geschichte

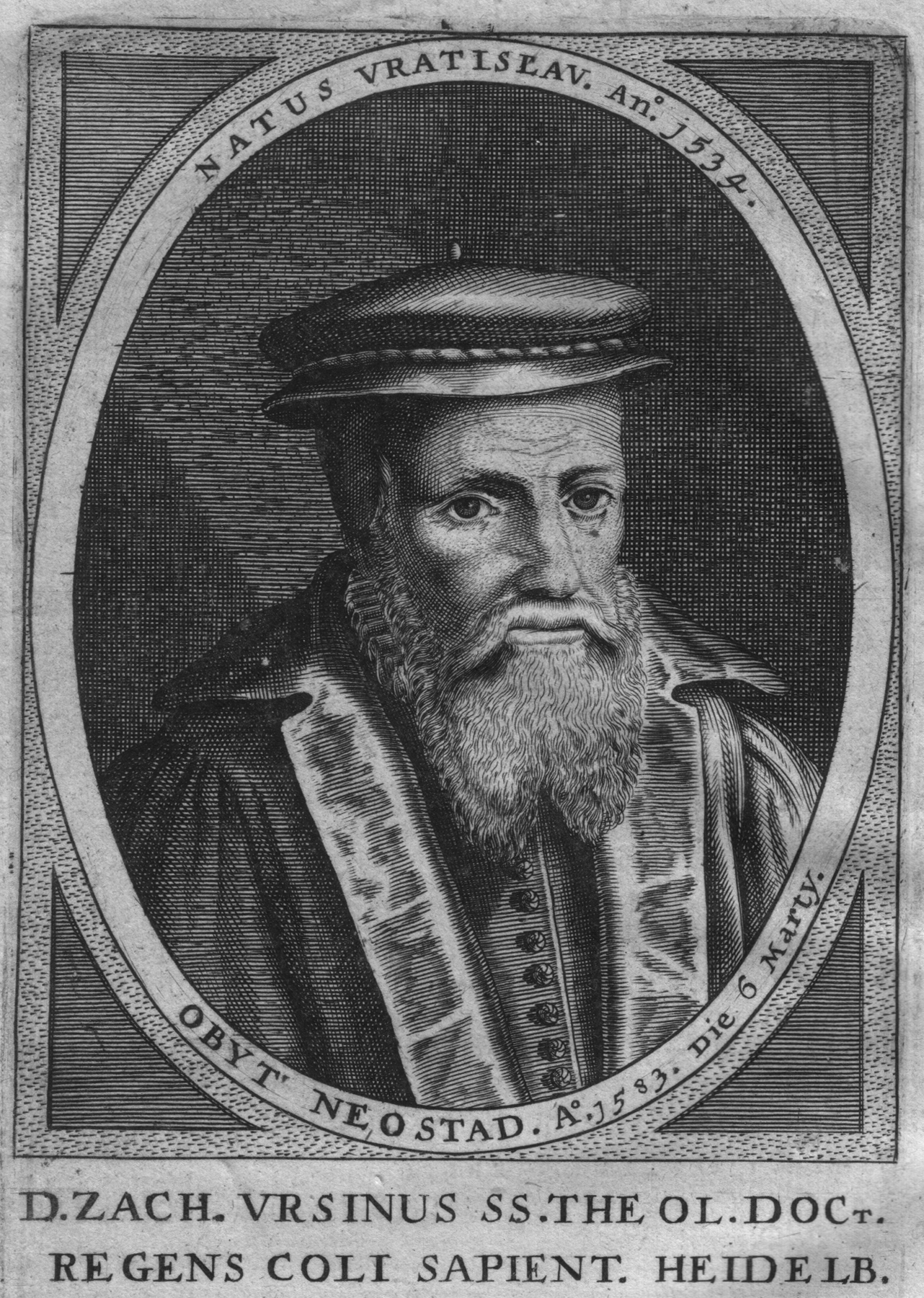
Zacharias Ursinus (1534–1583)

Das Geschlecht entstammt einer reformierten Predigerfamilie. Der gegen Ende des 15. Jahrhunderts im schlesischen Schweidnitz lebende Stammvater war arm aber ehrbar. Söhne waren Conrad Beer, der in der Wiener Neustadt lebte, der 1493 geborene kaiserliche Orator Caspar Ursinus Velius (ursprünglich Kaspar Bernhard genannt)
und Balthasar Bernhard, der Pfarrer in Schweidnitz war.
Conrads Sohn Caspar Beer († 1555), der wie sein Onkel auch seinen Familiennamen in Ursinus latinisierte, kam nach dem Studium in Wien 1528 nach Breslau, wo er bald als Diakon die Verwaltung des 1525 gegründeten städtischen Almosenamtes übernahm und 1533 die Breslauer Bürgertochter Anna Rothe († vor 1553) heiratete. Sein Sohn Zacharias Ursinus wurde am 18. Juli 1534 in Breslau geboren, studierte in Wittenberg und war ein Schüler Philipp Melanchthons, und nachmals Professor der Theologie in Heidelberg. Er starb am 6. März 1583 in Neustadt an der Haardt. Sein Nachkomme David Ursinus (* 1588; † 1664) war Pfarrer in Gollmitz und Koadjutor in Lissa, beide in Großpolen, sowie nachmaliger Hofprediger zu Schloss Carolath. Sein Sohn Benjamin Ursinus († 1657), anfangs noch Konrektor in Lissa, wurde 1648 Pfarrer zu St. Petri in Danzig. Von dessen fünf Söhnen, setzte Benjamin Ursinus den Stamm fort.

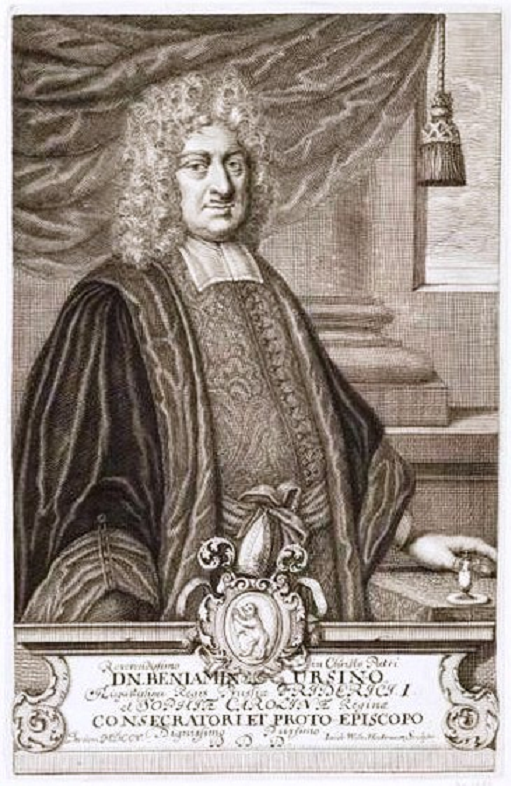
Benjamin Ursinus von Baer (1705)

Benjamin Ursinus (* 1646; † 1720), schlug wie sein Vater und Großvater die geistliche Laufbahn ein, studierte 1663 in Heidelberg Theologie, wurde 1667 Prediger der reformierten Gemeinde in Köln, 1670 Hof- und Domprediger in Berlin sowie 1700 schließlich Oberhofprediger ebd. Selben Jahres wurde er mit dem Prädikat Wohlwürden zum Bischof ernannt und salbte 1701 Friedrich III. zum König in Preußen. Infolgedessen wurde er 1705 als Ursinus von Baer in den erblichen preußischen Adelsstand gehoben und damit zum Stifter des Adelsgeschlechts von Bär.
Die Familie trat durchgängig unter sehr variablen Schreibweisen des Familiennamens wie etwa Bär, Bähr, Baer, Ursinus, Ursinus von Baehr und ähnlich auf.

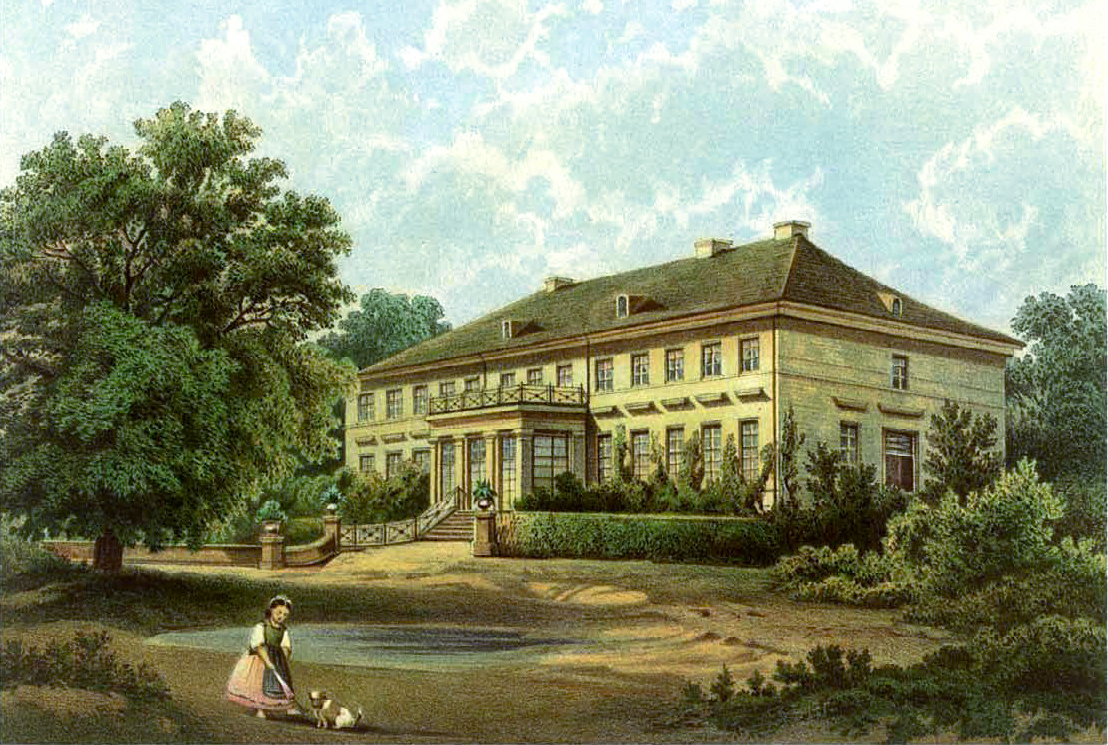
Rittergut Bornzin 1860, Sammlung Alexander Duncker

Obwohl die beiden Ehen des Bischofs mit 18 Kindern zu je neun Söhnen und Töchtern gesegnet war, konnte lediglich Johann Casimir von Bär (* 1702; † 1777) den Stamm nachhaltig fortsetzen. Er wurde Stifter der pommerschen Linie Bornzin. Seine älteren Brüder standen, bis auf David Benjamin (* 1675, † nach 1714), der in der preußischen Armee bis zum Leutnant avancierte, jedoch 1714 auf der Festung Peitz arrestiert wurde und um Ausreise nach Niederländisch-Indien ersuchte, im zivilen Staatsdienst. Benjamin (* 1673; † 1734) war königlich preußischer Tribunalsrat und erwarb in Preußen einigen Gutsbesitz, den er teilweise seinem Neffen Benjamin Friedrich (* 1714; † vor 1800) vererbte. Mit jenem sind die von Bär ebd. bereits wieder erloschen.
Aus der Linie Bornzin dienten alle Söhne in der preußischen Armee. Mit den Kindern des königlich preußischen Oberstleutnant der Leibhusaren Heinrich Oskar Odoardo (* 1819; † 1882) ist die Familie erloschen. Friedrich Karl (* 1854; † 1887), Seemann in holländischen Diensten hat den Mannesstamm beschlossen, seine Schwester Elisabeth, vermählte Dr. Ippen (* 1868; † 1944) war die letzte ihres Geschlechts.

## Historischer Güterbesitz
- Brandenburg: 1680/1688 bis spätestens 1724 Stolpe; 1701 bis 1721 Gütergotz[13]
- Pommern: 1734 bis 1834 Bornzin[14][15]
- Preußen: vor 1734 bis vor 1800 Blockinnen,[16] gelegentlich werden für das 18. Jahrhundert auch die Güter Sanditten und Solnicken bei der Familie genannt.

## Wappen
Das Wappen (1705) zeigt im Schild eine aufsteigende goldene Spitze, darin auf grünem Boden einen nach rechts aufgerichteten schwarzen Bären mit silbernen Waffen, die Spitze wird rechts in Silber vom gekrönten preußischen schwarzen Adler mit Zepter und Reichsapfel, links in Silber von einer smaragd-grünen Chrisambüchse begleitet. Auf dem Helm mit links schwarz-silbernen und rechts schwarz-goldenen Decken, zwischen einem offenen schwarzen Flug, je mit einem silbernen Balken belegt, der Bär wachsend. Während der Bestandteil mit dem Bären bezüglich des Namens als redendes Wappen gilt, sind die Teile mit dem königlich preußischen Adler und dem Salbölgefäß zusammen als Reminiszenz daran zu sehen, dass der Adelserwerber 1701 den Hohenzollern Friedrich zum ersten preußischen König gesalbt hatte.
Eine Version des Kupferstich-Porträts des Benjamin Ursinus von Baer, gestochen von Jacob Wilhelm Heckenauer (* 1696; † 1738), datiert 1705, zeigt noch das Stammwappen der Familie Ursinus: ein Bär, aufgerichtet sich gegen einen schrägen Baumstamm am vorderen Schildrand stemmend; eine andre Version zeigt in der Kartusche unter dem Hüftbild das adlige Familienwappen von 1705.

## Angehörige
- Benjamin Ursinus von Baer (* 1646; † 1720), kurbrandenburgischer Oberhofprediger und nachmaliger Bischof der reformierten Kirche in Preußen
  - Friedrich Heinrich von Bär (* 1672; † 1739), kurbrandenburgischer, später königlich preußischer Hofrat, Geheimer Sekretär und Bibliothekar, Protonotar sowie Professor der Philosophie in Frankfurt/Oder, schließlich Geheimer Tribunalsrat in Berlin
  - Johann Wilhelm von Bär (* 1681; † 1750), königlich preußischer Stallmeister und Direktor der Ritterakademien in Berlin und Frankfurt
  - Christian Ludwig von Baer (* 1699; † nach 1748), Kriminalrat, dann Geheimer Justizrat in Berlin und Rat am Oberappellationsgericht[19]

## Archivbestände
- Geheimes Staatsarchiv Preußischer Kulturbesitz
  - I. HA, Rep. 176, Nr. U 20
  - XX. HA Adelsarchiv, Nr. 28
- Evangelisches Landeskirchliches Archiv in Berlin, Kirchenbücher des Berliner Doms